# Уильямс, Саймон
Са́ймон Уи́льямс (англ. Simon Williams; род. 30 ноября 1979, Гилфорд) — английский шахматист, гроссмейстер (2008). Шахматный писатель, публицист, журналист, бизнесмен, комментатор и стример chess.com.

## Ранняя карьера
Регулярно участвовал в юношеских турнирах в 1990-х годах. В 1993 году разделил 25—30 места на чемпионате Европы до 14 лет и получил свой первый рейтинг ФИДЕ 2255. Разделил 17—21 места на чемпионате Европы до 20 лет в 1997 году.
В 1998 году разделил 2—5 места на турнире Smith and Williamson Young Masters.

## После 1997

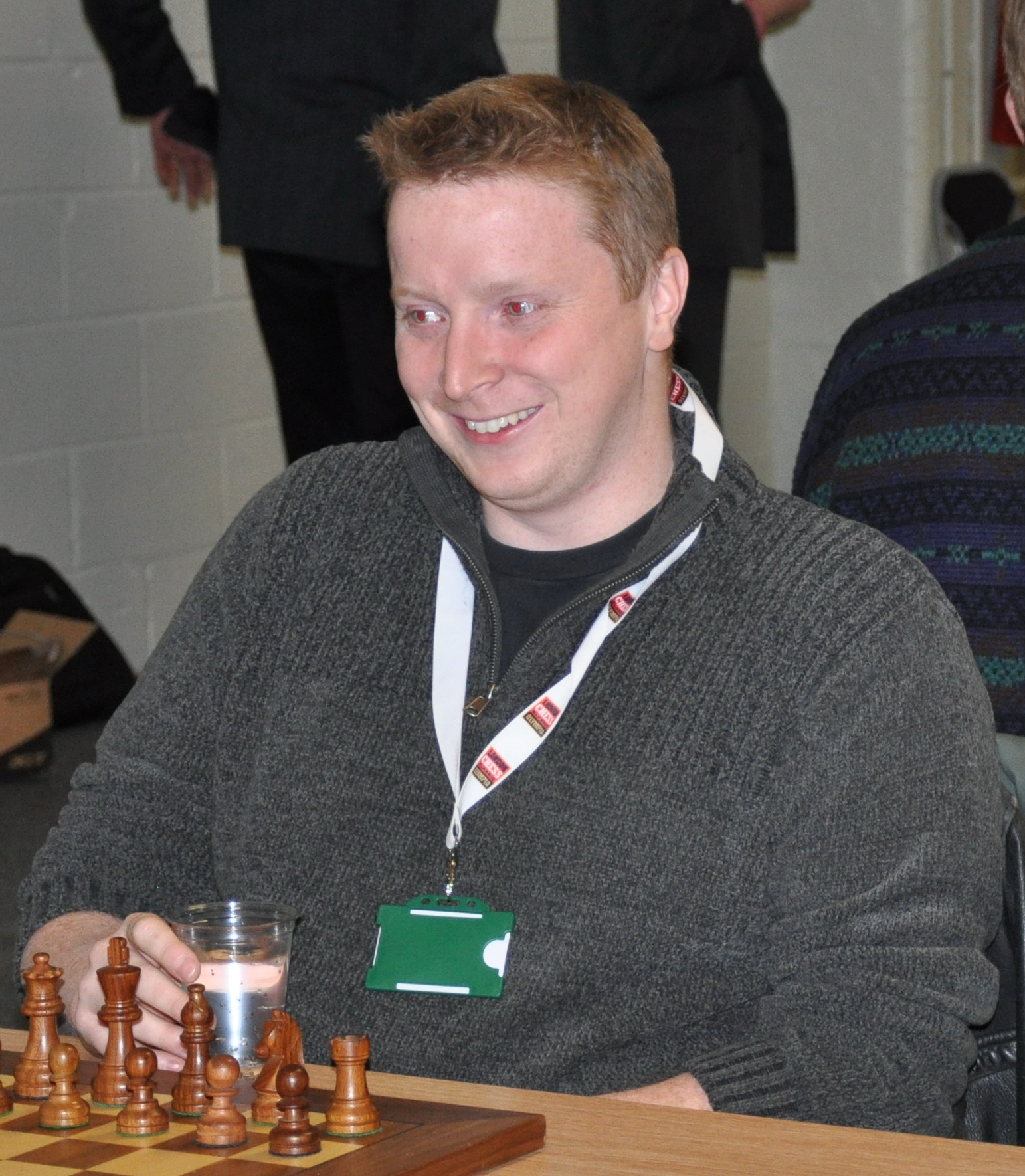
В декабре 2010 года на опен-турнире London Chess Classic

На чемпионате Великобритании по шахматам в 2004 году стал третьим, в 2009 году занял 2-е место. Чемпион Великобритании по блицу 2005 года.
В 2009 году Уильямс выиграл турнир Easter Congress 2009.
В декабре 2010 года разделил 1-е место с Гавейном Джонсоном на опен-турнире London Chess Classic.
Уильямс стал гроссмейстером в 2008 году, достигнув последней нормы на международном турнире Гастингс в 2005/2006 годах и рейтинга 2500+ на таком же турнире в 2007/2008 годах.

## Другая деятельность

### Комментаторская и в интернете
Уильямс работает комментатором турниров для ChessBase и Chess.com. Ведёт канал на YouTube, где играет в блиц, комментирует и анализирует свои партии.
Он давал официальные комментарии на Гибралтарском шахматном фестивале в 2016—2018 годах.

### Образовательная
В 2008 году вместе с международным мастером Саймоном Анселлом основал компанию GingerGM. Она производит печатные, электронные книги и DVD.
В 2009 году организовал Big Slick International в Лондоне.
В 2017 году Уильямс выпустил шоу «Checkmate».

### Скандалы
Уильямс был директором пенсионной компании SKW Investments. Его обвинили в том, что о использовал своё положение, чтобы «найти лазейку» в законодательстве Великобритании. Омбудсмен по пенсионному обеспечению приказал ему вернуть почти 900 000 $.